# 竜切手
竜切手（りゅうきって）は、日本で最も初期に発行された郵便切手。1871年（明治4年）旧暦3月1日に発行されたが、この日は現在の太陽暦では4月20日であるため、この日を含む一週間を現在では切手趣味週間と指定している。「竜切手」という呼称は、図案が雷紋と七宝の輪郭文様の中に向かい合った竜が描かれていることにちなんでいる。

## 郵便制度の発足
日本の近代郵便制度の創設者である前島密は、明治維新政府で駅逓頭の職にあり、郵便事業の創業準備を行っていた。そのため近代的制度のひとつである郵便料金前納を示すための切手を発行する必要があった。開業時に発行されたのが48文、100文、200文、500文の計4種の切手であった。
切手の印刷原版は、銅版彫刻技術者であった松田緑山(敦朝)が彫刻し、彼の工房であった玄々堂が人力で切手の製造を請け負っていた。印刷は旧暦明治3年11月28日以降に開始され、開業までに86万枚が製造された。
原版を複版する近代的印刷技術が当時の日本にはなかったため、1シート40枚分の実用版を手で彫る殊に由来するがこの竜切手は手作業により額面誤印刷腕落ちおよび竜の顔の斑点、外縁の太細唐草文様のエラーもありバラエティーに富んだ切手となった。そして、正確には手作業によるエッチングを行っていた。このような製造方法は1876年に凸版印刷の切手が登場するまで続けられた。この製法により作られた切手を、切手収集家は「手彫切手」と呼称している。そのため、手作業ゆえに40枚それぞれに僅かな差異が存在しており、竜の爪の彫り忘れなどもあるため、バラバラにしてもシートのどの位置にあった切手かが判る。このことにより個々の切手を集めて元の板を再構築するプレーティングの対象となっている。

このような僅かな差異が多数存在することは、玄々堂からの納品の時点で判明していた可能性が高いが、玄々堂に対し手彫切手の製造を無理強いしていた事情から、修正や彫り直しの依頼などは現実的に難しかったものと思われる。
また竜切手は手彫切手で唯一の2色刷りであり、周囲の竜のモチーフと額面表示が別々に印刷されていた。そのため500文切手に逆刷のエラーが存在していることが知られており、1973年にアメリカ合衆国で使用済が発見され、オークションにかけられた。このエラー切手は日本切手のカタログ評価額では最高の3500万円が付けられている。
なお、近代郵便が始まった日本では、書状に切手を貼付する方法以外に書状を入れて運ぶ箱に切手を貼付する方法もあった。1871年（明治4年）の大久保利通の書状箱には切手が貼付されており現存する。

## 竜文切手
竜文切手（りゅうもんきって）は、1871年4月20日に発行された日本最初の切手である。印刷は薄手の和紙で切手の目打も裏糊もなかった。またサイズが19.5mm四方の正方形であり、このサイズは日本で発行された切手の中で最も小さいものである。国名表記もなされていなかった。
この額面は通貨改革が行われていなかったため、江戸時代の通貨単位のままであった。なお48文という端数額面であるが、これは江戸期には100文以上の勘定を九六勘定とする慣習があり、100文の半額という意味であったという。九六勘定は100文以上について行われ、100文切手は96文、200文切手は192文、500文切手は480文で買えたが、48文切手については額面を50文とすれば丁銭勘定となり50文支払うことになり、これに対する措置と思われる。
また切手の額面は距離別及び重量別の料金体系に沿ったものであり、たとえば創業当日に東京から横浜に1匁までの書状を差し出すには48文であり、5匁の場合には10倍の500文が必要であった。

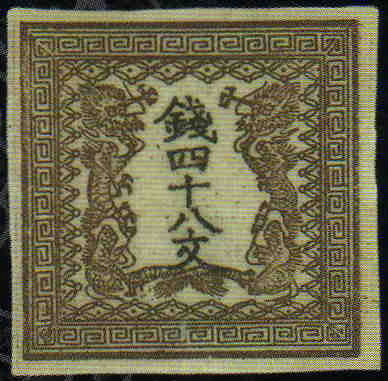
48文切手
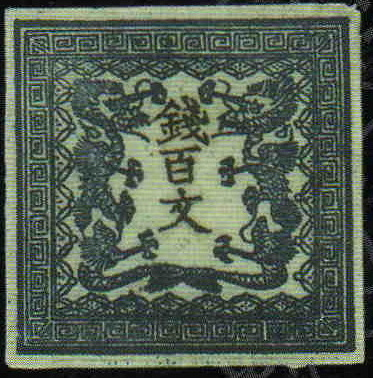
100文切手
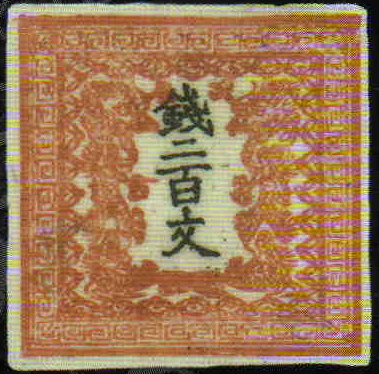
200文切手
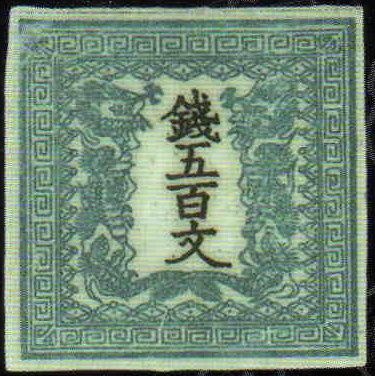
500文切手

## 竜銭切手

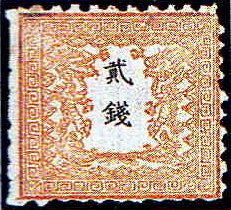
竜銭切手2銭

1871年（明治4年）旧暦5月10日の新貨条例制定により新通貨『圓（円）』が導入されたため、翌年の1872年（明治5年）2月に「銭」の単位に変更した竜銭切手(りゅうせんきって)が発行された。ちなみに同切手は日本初の目打付切手でもある。また後期には裏糊もつけられた。しかしながら、印刷版の準備が間に合わず、竜文切手の原版（第2版）を流用使用、額面だけを差し替えたものを製造した。額面は100文を1銭、48文を5厘と改訂された。
この竜銭切手は、7月に後継の「桜切手」（印刷方法は竜切手とほぼ同じで、この切手の途中から、政府機関である紙幣寮が切手製造を行うことになった）が発行されたため、製造期間が極めて短い。そのため竜切手はいずれも残存数が多くなく、カタログでの評価額も高額である。